# U-181
U-181 — большая океанская немецкая подводная лодка типа IXD2 времён Второй мировой войны. Заказ на постройку субмарины был отдан 15 августа 1940 года. Лодка была заложена 15 марта 1941 года на верфи компании АГ Везер, Дешимаг, в Бремене под строительным номером 1021, спущена на воду 30 декабря 1941 года, вошла в строй 9 мая 1942 года под командованием капитан-лейтенанта Вольфганга Люта.

## Командиры лодки
- 9 мая 1942 года — 31 октября 1943 года корветтен-капитан Вольфганг Лют
- 1 ноября 1943 года — 8 мая 1945 года капитан цур зее Курт Фрайвальд

## Флотилии
- 9 мая — 30 сентября 1942 года 4-я флотилия (учебная)
- 1 октября — 31 октября 1942 года 10-я флотилия
- 1 ноября 1942 года — 30 сентября 1944 года 12-я флотилия
- 1 октября 1944 года — 8 мая 1945 года 33-я флотилия
- 15 июля 1945 года — 30 ноября 1945 года 13-я флотилия Императорского флота Японии

## Боевая служба
Лодка совершила 4 боевых похода, потопила 27 судов суммарным водоизмещением 138 779 брт. 23 судна (103712 брт) под командованием Вольфганга Люта и 5 судов (35 067 брт) под командованием Курта Фрайвальда. В марте 1944 года U-181 покинула базу Кригсмарине Бордо и в августе прибыла в Пенанг, а затем — в Сингапур, где стала в сухой док, чтобы извлечь из киля стальные колбы с ртутью, которую Германия таким образом поставляла Японии. После Сингапура U-181 была передислоцирована в порт Батавия (современное название — Джакарта), где находилась до середины октября, после чего отправилась в Германию с грузом каучука и опиума. Южнее Кейптауна капитан U-181 Курт Фрайвальд принял решение повернуть назад из-за сильной течи в топливных цистернах. К этому моменту лодка потеряла около 30 м³ топлива и не могла добраться до базы. В середине января U-181 вернулась в Сингапур и находилась там вплоть до начала мая 1945 года. 6 мая 1945 года U-181 была передана экипажем вместе с ещё одной немецкой лодкой U-862 представителям Японского Императорского флота в соответствии с приказом германского военного атташе в Японии Пауля Веннекера. После ускоренного ремонта U-181 вошла в состав 13-й флотилии Вице-адмирала Сигэру Фукудоме под обозначением I-501. В боевых действиях лодка более не участвовала и капитулировала в августе 1945 года. После демонтажа вооружения и механизмов затоплена англичанами 16 февраля (по другим данным 12 февраля) 1946 года приблизительно в 60 милях от Сингапура.